# 洗脳
洗脳（せんのう）またはブレインウォッシング（英: brainwashing）は、強制力を用いて人の思想や主義を根本的に変えさせる事。
日本語の「洗脳」は英語の「brainwashing」の直訳であり、英語の「brainwashing」は中国語の「洗脑/洗腦」の直訳である。アメリカCIAが朝鮮戦争の捕虜収容所で行われた思想改造について報告書を提出したことをきっかけとして、またその後にジャーナリストのエドワード・ハンターが中国共産党の洗脳技法についての著書を著したことで広く知られるようになった。

## 中華人民共和国における洗脳
朝鮮戦争で中国人民志願軍の捕虜となったアメリカ軍兵士が収容所で共産主義を信奉するようになったという報告がなされ、1951年には中国共産党による「洗脳」がエドワード・ハンターによってBrain-washing in Red China: the calculated destruction of men’s minds（直訳：中国共産党における洗脳：人間の精神の計画的な破壊。福田実による邦題は『洗脳　中共の心理戦争を解剖する』）が刊行された。
エドワード・ハンターは、日本人捕虜や朝鮮戦争でのアメリカ人捕虜に対する中国共産党の「思想改造」における洗脳手法について、「勉強会」での「学習」、集団学習会での自己批判、巧妙な賞罰（犯罪を告白したものを賞賛し、告白しないものには同調圧力を加える）、罪の意識（罪悪感）を植え付けるなどの特徴を指摘している。ハンターによれば、
毎日常に行われる勉強会では、「生徒」たちは、告白（認罪）作業を行う。広い部屋に収容されたグループは常に議論や、自己批判、告白を行うために集まることができるようにしている。
議論や討論は「民主的討論」と呼ばれ、満場一致が繰り返し求められるため、まだ告白を済ませていないものは疲弊し、次第に自分自身が行ったかのように思い込む。
集団作業では、各人のそれまでの考え方をあらゆる点において点検させ、疲弊した心に、それらが明白に間違っていることを認めさせる。「生徒」たちは、ただ一つの善と、それ以外の全ての悪とを分離し、理論的に説明され、転倒した段階において各人は「解放」される。
洗脳の長期的目標は、思想改造を受けた「転向者」が、いつでもどこにいても、自立して反応するように仕向けることである。個人の自由意思を野蛮であるとして非難する。そして、反対意見や事実を聞くことができなくなる。
洗脳は二段階で行われる。第一段階はコントロールを目的とした条件づけであり、抵抗力を弱めさせる。第二段階は、改心（転向）を目的として強化し、説得する。
学習と告白を引き出すための方法は、福音伝道や精神医学、科学から借用されたものである。
学習と告白によって作られた服従は、洗脳の短期的目標であり、この段階ではまだ真の「生徒」ではない。 真実のもので、透明なものとされる「学習」とは、中国共産党側の政治的教育のことである。「告白」（認罪）は、儀礼的統合である。中国共産党による改造では、学習会の出席者は、個人の自我を保持することは、統制された全体の合意によって危険なものとされた。
朝鮮戦争は、アメリカが「かわいそうな朝鮮や中国」に対する戦争であると宣伝され、中国にいる人々は、その蛮行の目撃者であると思いこむようになった。
ハンターは1958年3月13日にアメリカ合衆国の下院非米活動委員会で中国共産党の心理戦について報告した。

### リフトンの研究
1954年-1955年に、香港で行った調査を基に、心理学者であるロバート・J・リフトン（ニューヨーク市立大学教授）は著書『思想改造の心理』の中で精神医学的観点から「洗脳」と言われる過程の分析を試み、中国共産党による「思想改造」や「洗脳」を全体主義社会における心理として最も効果的な手段を持ったとした。
リフトンによると、洗脳のテクニックには8つの要素がある
1. 環境のコントロール
2. 密かな操作
3. 告白儀式
4. 純粋性の要求
5. 「聖なる科学」
6. 教義の優先
7. 特殊用語の詰め込み
8. 存在権の配分

しかし、洗脳の効果についてリフトンは、帰国後、元捕虜が共産主義者として活動したのは一部であることなどから、洗脳プログラムは失敗である、とした。

### 撫順戦犯管理所における日本人捕虜の「思想改造」
第二次世界大戦が終了した1945年に、日本人捕虜の一部はソ連の極東シベリア（ハバロフスク）地区捕虜収容所に監禁された。シベリアで日本人捕虜は、厳寒のなか強制労働、飢餓、取り調べ、旧日本軍の民主化運動で批判されるなど苦しんだ。1950年7月には、前年に成立した中華人民共和国の撫順戦犯管理所に日本人捕虜が移管された。手厚い対応を行い、十分な食事が与えられ、強制労働もなかった。
「正しい思想を正しい方法で教育すれば人間は変わる」という毛沢東（中国共産党中央委員会主席）の「思想改造」政策によって、戦争の捕虜は毎日、学習や運動をして過ごした。
日本人戦犯の「思想改造」教育課程は、三段階となっており、
1. 反省学習（マルクス主義や毛沢東思想の学習）
2. 罪行告白（坦白（たんぱい））
3. 尋問

となっていた。
1956年には中国の瀋陽市の最高人民法院特別軍事法廷で起訴され、被告全員が罪を認め謝罪し、翌1957年に帰国してから日本で中国帰還者連絡会を創立し、加害証言活動と謝罪活動を行った。
歴史家の秦郁彦は、日本人捕虜の「認罪」過程を洗脳として供述書の信憑性に注意すべきであるとした。また、小林よしのりは、中国側の「思想改造教育」を自己啓発セミナーやカルト宗教の洗脳システムそのものと批判した。
一方、ジャーナリストの新井利男は「天皇崇拝思想・軍国主義思想に洗脳されていた戦犯たちが、自らそのマインドコントロールを解き放ち、精神の自由を取り戻して罪を告白」したと評価している。『週刊金曜日』は撫順戦犯管理所での認罪を「『人類の解放』という理想を体現した世界でも希有な歴史的事実」と絶賛した。
古海忠之と城野宏の対談『獄中の人間学』で城野は「もともと洗脳などされるわけもないし、実際にやられてもいない。中国共産党もそれほど馬鹿じゃありませんよね（笑）」「ぼくも帰国したときに、新聞記者たちに洗脳されたのではないかという質問を受けましたよ。だから、洗脳とはどういう意味だ、シャンプーで頭髪を洗うことかと言ったら、思想を矯正して共産党員にすることだと言う。答えてやりましたよ、それは実に簡単なことで中国で矯正されて共産党員になるくらいなら、日本の警察で矯正を受ければ、すぐにハイ、やめます、と言うことになるだろう。そんな馬鹿なことをやる毛沢東だったら、おれは戦争に負けておらん(笑)。そう言ってやった」［72-73ページ］と記載されている。当事者の弁である。

### 新疆ウイグル再教育キャンプにおける「人格改造」
2010年代から中華人民共和国は新疆ウイグル自治区の強制収容所（新疆ウイグル再教育キャンプ）で何十万人もの人間に対して組織的な「洗脳」や「人格改造」を行っていると報じられている。
2019年11月に国際調査報道ジャーナリスト連合（ICIJ）が公開した中国政府の文書とされるチャイナ・ケーブルによれば、監視カメラや携帯電話などから個人情報を収集してアルゴリズム解析する「一体化統合作戦プラットフォーム」（IJOP）による人工知能（AI）と機械学習を利用したプレディクティブ・ポリシングでウイグル人を選別して予防拘禁し、
- 徹底的な生活行動の管理と脱走の防止
- 悔悛と自白の強要
- 言語の矯正
- 点数による賞罰

などが収容所では指示されている。
また、薬物を投与して囚人をコントロールする試みも行っているという証言もある。
世界ウイグル会議の顧問弁護士ベン・エマーソンは「ひとつの民族全体を対象とする巨大な集団洗脳計画以外の何かだとみなすのは、非常に難しい」と述べている。

## アメリカ合衆国における洗脳

### MKウルトラ計画
朝鮮戦争での中国共産党による米兵捕虜の洗脳が報告されてからアメリカ中央情報局（CIA）も洗脳についての人体実験であるMKウルトラ計画を開始した。
モデルのキャンディ・ジョーンズはCIAに洗脳されていたといわれる。

### グアンタナモ湾収容キャンプ、アブグレイブ刑務所での拷問
アメリカ同時多発テロ事件後、対テロ戦争を掲げたジョージ・W・ブッシュ政権下で行われたキューバのグアンタナモ湾収容キャンプやイラクのアブグレイブ刑務所などでのCIAと米軍による非人道的な強化尋問が拷問であるとして人権問題となり、その尋問技法は中国共産党が米兵捕虜に自白を強要した洗脳がモデルだったことがアメリカ合衆国上院軍事委員会で報告された。
グアンタナモの被収容者には中国から逃れたウイグル族も含まれ、アメリカ合衆国司法省監察官のグレン・A・ファインなどによればグアンタナモを訪問した中国当局者と米軍の尋問官は協力して15分ごとに睡眠を中断させる「フリークエントフライヤープログラム」も行ったとされる

## 関連作品
- 『影なき狙撃者』、ジョン・フランケンハイマー監督、（1962年・米） - 朝鮮戦争にて共産主義者に洗脳された米兵が殺人を犯す。manchurian candidate（傀儡の政治家）の語源。
- 「陰謀のセオリー」1997年、映画。

- Toshl『洗脳 地獄の12年からの生還』（2014年7月23日、講談社）ISBN 978-4062186575

## 参考書籍
- Hunter, Edward (1951). Brain-washing in Red China: the calculated destruction of men’s minds. New York: Vanguard Press.
  - 日本語訳：E.ハンター（エドワード・ハンター)、福田実訳『洗脳　中共の心理戦争を解剖する』法政大学出版局、1953年（https://dl.ndl.go.jp/pid/2985053 国立国会図書館デジタルコレクション）
- Hunter, Edward(1956),BRAINWASHING: The Story of the Men Who Defied it,Ambassador Books, Ltd., Toronto. [Literary Licensing, LLC , 2011].オンライン全文,インターネットアーカイブ。
- Hunter, Edward. “Communist psychological warfare”,COMMITTEE ON UN-AMERICAN ACTIVITIES HOUSE OF REPRESENTATIVES, EIGHTY-FIFTH CONGRESS SECOND SESSION,MARCH 13, 1958.
- Robert Jay Lifton,Thought Reform and the Psychology of Totalism: A Study of "Brainwashing" in China. New York: Norton. 1961.（オンライン,インターネットアーカイブ。
  - 日本語訳：ロバート・J・リフトン『思想改造の心理』―中国における洗脳の研究  (人間科学叢書〈6〉) 誠信書房 1979　(https://dl.ndl.go.jp/pid/12609892 国立国会図書館デジタルコレクション)